# Bänz Oester

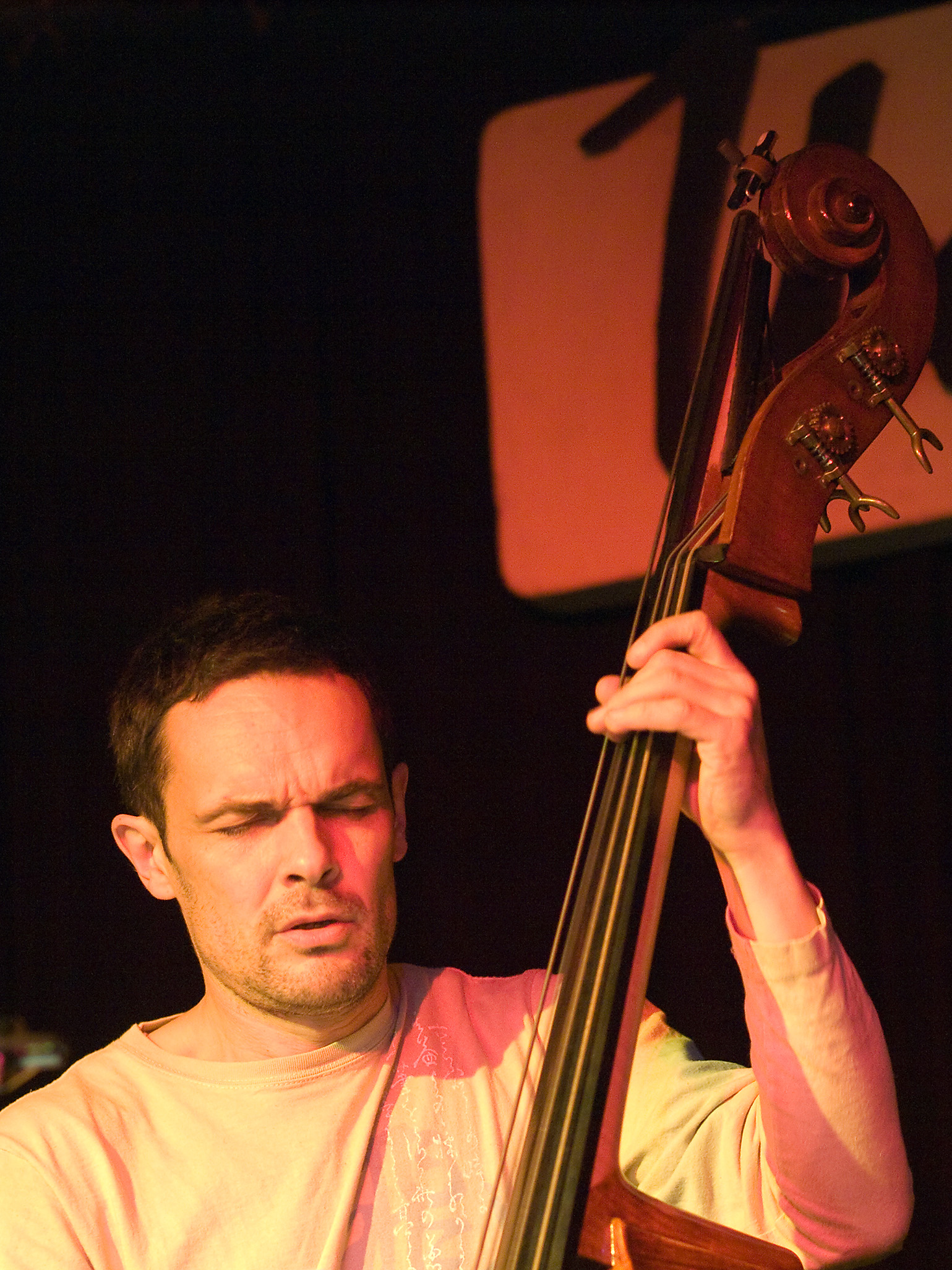
Bänz Oester im Jazzclub Unterfahrt (München 2009)

Bänz Oester (* 1966 in Bern) ist ein Schweizer Jazzbassist.

## Wirken
Oester studierte von 1983 bis 1987 klassischen Kontrabass bei Bela Szedlak, ausserdem von 1986 bis 1989 an der Swiss Jazz School bei Peter Frei. Er arbeitete als Sideman mit Dewey Redman, Joe Lovano, Michael Brecker, Ray Anderson, Arthur Blythe, Joey Baron, Chris Potter, Marc Johnson, Bill Stewart, Gary Bartz, Jim Black, Walter Norris, Michel Godard, Adam Nussbaum und vielen anderen. 
Oester leitete zahlreiche eigene Bands, darunter mehrere Trio-Formationen, u. a. das Trio Oester mit Mike del Ferro und Gilbert Paeffgen, Trio Weiss, Oester Pfammatter, WHO Trio (mit Michel Wintsch und Gerry Hemingway), Braff, Oester, Rohrer, The Bridge mit Philipp Schaufelberger und Pierre Favre, mit dessen Ensemble er das ECM-Album Fleuve (2006) einspielte, ferner verschiedene Quartett- und Quintett-Formationen. Im Duo arbeitete er auch jeweils mit Hiroko Takada und Andreas Schaerer. Seit 2012 leitet er das erfolgreiche Quartett Rainmakers.
Neben Alben als Sideman und Bandleader veröffentlichte er 2007 das Soloalbum Blospermint Suite. Oester ist Professor für Kontrabass und Ensemblespiel an der Jazzabteilung der Musikhochschule Basel.

## Diskographische Hinweise
- Aventure Dupont Cohabitation (mit Gilbert Paeffgen und Vinz Vonlanthen), 1988
- Weiss-Oester-Pfammatter Album, 1992
- Bänz Oester Quintet Max, 1999 (mit Donat Fisch,  Philipp Schaufelberger, Hans-Peter Pfammatter und Norbert Pfammatter)
- Who Open Songs, 2002
- BraffOesterRohrer The Tide Is In, 2003
- BraffOesterRohrer Maximal Music/Not For Sale, 2005
- Blospermint Suite, Soloalbum, Leo Records 2007
- BraffOesterRohrer Walkabout, 2008
- Andreas Schaerer/Bänz Oester Schibboleth, 2011
- Bänz Oester & The Rainmakers Playing at the Bird's Eye[4] (Unit Records) 2014 (mit Ganesh Geymeier, Afrika Mkhize, Ayanda Sikade)
- Bänz Oester & The Rainmakers Ukuzinikela Live in Willisau (Enja Yellowbird) 2016 (mit Ganesh Geymeier, Afrika Mkhize, Ayanda Sikade)
- Alvin Schwaar / Bänz Oester / Noé Franklé: Travellin’ Light, Leo Records, 2020
- Bänz Oester & The Rainmakers Gratitude (Enja Yellowbird) 2023 (mit Javier Vercher, Afrika Mkhize, Ayanda Sikade)[5]
- WHO Trio: Live at Jazz Festival Willisau 2023 (2024)

## Belege
1. ↑  Rainmakers (Deutschlandfunk)
2. ↑  Profil Oester (Memento vom 18. Januar 2016 im Internet Archive), Jazzcampus Basel
3. ↑   Archivlink (Memento vom 22. März 2017 im Internet Archive)
4. ↑  Making it Rain Jazz, theconmag.co.za 27. Juni 2014, abgerufen am 21. März 2017.
5. ↑  Josef Engels: Gratitude Bänz Oester & The Rainmakers. In: Rondo. 30. September 2023, abgerufen am 4. Oktober 2023.

| Personendaten    | Personendaten         |
| ---------------- | --------------------- |
| NAME             | Oester, Bänz          |
| KURZBESCHREIBUNG | Schweizer Jazzbassist |
| GEBURTSDATUM     | 1966                  |
| GEBURTSORT       | Bern                  |